# Шафарня (Вармінсько-Мазурське воєводство)
Шафарня (пол. Szafarnia, нім. Forsthausen) — село в Польщі, у гміні Кужентник Новомейського повіту Вармінсько-Мазурського воєводства.
Населення — 313 осіб (2011).
У 1975-1998 роках село належало до Торунського воєводства.

## Демографія
Демографічна структура станом на 31 березня 2011 року:
|          | Загалом | Допрацездатний вік | Працездатний вік | Постпрацездатний вік |
| -------- | ------- | ------------------ | ---------------- | -------------------- |
| Чоловіки | 167     | 44                 | 102              | 21                   |
| Жінки    | 146     | 27                 | 81               | 38                   |
| Разом    | 313     | 71                 | 183              | 59                   |